# Lycée agricole de Venours
 (février 2024).
Si vous disposez d'ouvrages ou d'articles de référence ou si vous connaissez des sites web de qualité traitant du thème abordé ici, merci de compléter l'article en donnant les références utiles à sa vérifiabilité et en les liant à la section « Notes et références ».
L’EPLEFPA Poitiers-Venours ou lycée agricole de Venours est un établissement public local d'enseignement et de formation professionnelle agricole (EPLEFPA), situé à Rouillé dans le département de la Vienne en région Poitou-Charentes, à trente kilomètres au sud de Poitiers, en bordure de la route départementale 150.

## Histoire
Le 9 décembre 1943, Xavier Bernard, originaire de Saint-Sauvant, chef d'entreprise dans la branche sélection de semences, fait don à l’État d'un domaine de 111 ha, le domaine de Venours, et d'une somme de 4 millions de francs pour que soient créés une École d'agriculture et un Centre expérimental agricole.
L'école ouvre avec 63 élèves le 4 janvier 1945 sous le nom d’École saisonnière d'agriculture. Le 20 octobre 1951 a lieu la pose de la première pierre du bâtiment actuel en présence du ministre de l'Agriculture. L’École régionale d'agriculture compte alors 36 élèves. L'EPLEFPA de Poitiers-Venours  a été créé en 1953, le lycée en 1962.

## Enseignement
Le lycée agricole de Venours est un établissement public d'enseignement dépendant du ministère de l'Agriculture. Il dispose de laboratoires de biologie, d'écologie, de langues, d'un centre de ressources multimédia ouvert au grand public, d'une exploitation agricole, des équipements sportifs et culturels, et d'un internat de 340 places.  
Il est composé de 3 centres :
Le lycée :
- Seconde générale et technologique
- Seconde professionnelle

- Baccalauréat général à dominante scientifique, option Biologie Écologie
- Baccalauréat technologique Sciences et techniques de l'agronomie et du vivant (STAV)
- Baccalauréat professionnel Conduite et gestion de l'entreprise agricole (CGEA)

- BTSA Agronomie et Cultures Durables (ACD)
- BTSA Analyse, conduite et stratégie de l'entreprise (ACSE)

Le CFA :
- Travaux publics
- BTSA Technico-commercial, spécialisation agro-fourniture
- BTSA Agronomie et Cultures Durables (ACD)
- BTSA Analyse, conduite et stratégie de l'entreprise (ACSE)

Le CFPPA : 
Formations pour adultes
- Installation agricole : Brevet Professionnel de Responsable d'Entreprise Agricole (BPREA)
- Validation des acquis de l'expérience (VAE), notamment en lien avec les diplômes BTSA ACSE et Technico-commercial spécialisation agrofourniture
- Formations courtes spécialisées travaux publics
- Formations courtes spécialisées apiculture

### L'exploitation agricole
L'exploitation agricole de l'établissement est une unité de production à vocation pédagogique et expérimentale, qui s'étend sur 94 hectares.
En plus des 90 ha de cultures et prairies, elle comporte un atelier bovins lait et un élevage de volailles.

### Rurart
Rurart est un dispositif culturel en milieu rural existant depuis 1988 et créé à l'initiative d'enseignants d'éducation socioculturelle. Rurart s'appuie sur trois pôles : le centre d'art contemporain, l'espace multimédia (anciennement espace culture multimédia) et le réseau régional d'action culturelle des lycées de Poitou-Charentes. Les actions développées par Rurart concernent l'art contemporain, les pratiques numériques, l'action culturelle et touchent les domaines de la formation, de la création et de la diffusion. 

## Partenariats
En plus des partenariats institutionnels avec le conseil régional de Poitou-Charentes et la Fondation Xavier-Bernard des liens ont été tissés avec l'INRA dont un centre est situé à proximité, et avec l'Université de Poitiers dans le cadre de sa licence de biologie.
L'établissement est jumelé avec l'Institut Prince Sidi Mohammed de Mohamedia (Domaine de Fedhala) au Maroc.